# 加文·麥金托什
加文·麥金托什（Gavin MacIntosh，1999年3月22日—）是美國的一位演員和模特。他自10歲開始時就是一位童星，最著名的作品是2013年ABC家庭台電視劇The Fosters中的Connor Stevens角色。